# Barbara von Meibom
Barbara von Meibom (* 1947, zwischenzeitlich Barbara Mettler-Meibom bzw. Barbara Mettler-von Meibom) ist eine deutsche Politologin und Kommunikationswissenschaftlerin.

## Leben und Leistungen
Barbara von Meibom wurde 1947 als Tochter des Juristen Hanspeter von Meibom und seiner Frau Irmgard geboren. Sie entstammt dem niedersächsischen Adelsgeschlecht Meibom. Sie war von 1970 bis 1994 verheiratet mit dem Zukunftsforscher Hans Peter Mettler (1941–2020). Aus der Ehe gingen zwei Töchter hervor (Nathalie Mettler 1974 und Pascale Mettler 1977).
Von 1966 bis 1971 studierte sie Geschichte, Soziologie und Politische Wissenschaft in München, Göttingen und zuletzt Konstanz, was sie dort 1971 mit dem Magister artium abschloss. 1973 wurde sie in Konstanz zum Dr. phil. promoviert. Nach einer Tätigkeit als wissenschaftliche Angestellte am Institut für Politische Wissenschaft der Universität Tübingen leitete sie verschiedene Forschungsprojekte. Nach ihrer Habilitation war sie ab 1985 Privatdozentin an der Universität Hamburg.
1989 wurde sie auf den Lehrstuhl für Politikwissenschaft mit kommunikationswissenschaftlichem Schwerpunkt an der Universität Essen (später Universität Duisburg-Essen) berufen, ließ sich 2004 jedoch beurlauben und ging 2012 in den Ruhestand. In den 90er Jahren gründete sie in Essen ein Beratungsunternehmen zu Fragen der Stadt-, Organisations- und Persönlichkeitsentwicklung. 2008 übersiedelte sie mit Communio-Institut für Führungskunst nach Berlin.

## Forschungsschwerpunkte
Von Meiboms Forschungsschwerpunkte waren zunächst die gesellschaftlichen Folgen technischer Entwicklungen, insbesondere im Bereich der Informations- und Kommunikationstechnik. In der Medienwissenschaft wandte sie sich insbesondere der Kommunikationsökologie zu. Später beschäftigte sie sich zunehmend mit Führungskunst und Persönlichkeitsentwicklung, wobei sie den Fokus auf Spiritualität, Achtsamkeit und Wertschätzung legte.

## Publikationen
Monographien:
- Brevier zur Führungskunst. Eine Ermutigung. tao Verlag, Bielefeld 2016, ISBN 978-3-96051-015-4 (Print); ISBN 978-3-96051-014-7; ISBN 978-3-96051-016-1 (Online);
- Deutschlands Chance. Mit dem Schatten versöhnen. Europa Verlag, Berlin 2013, ISBN 978-3-944305-15-8.
- Wie Kommunikation gelingt. Die verbindende Kraft der Liebe. Via Nova, Petersberg 2012, ISBN 978-3-86616-236-5.
- Spirituelles Selbstmanagement. Ein Weg zur Versöhnung von Macht und Liebe. Kamphausen, Bielefeld 2009, ISBN 978-3-89901-175-3.
- Gelebte Wertschätzung. Eine Haltung wird lebendig. Kösel, München 2007, ISBN 978-3-466-30745-6. (3. Auflage 2012)
- Wertschätzung. Wege zum Frieden mit der inneren und äußeren Natur. Kösel, München 2006, ISBN 3-466-30710-4. (2. Auflage 2008)
- Schau-Spiel als Weg. Eine initiatische Kunsttherapie. Via Nova, Petersberg 2001, ISBN 3-928632-85-X.
- Die kommunikative Kraft der Liebe. Via Nova, Petersberg 2000, ISBN 3-928632-66-3.
- Kommunikation in der Mediengesellschaft. sigma, Berlin 1995, ISBN 3-89404-383-0.
- Soziale Kosten in der Informationsgesellschaft. Überlegungen zu einer Kommunikationsökologie. Ein Exkurs. Fischer, Frankfurt/M. 1987, ISBN 3-596-24176-6.
- Breitbandtechnologie. Über die Chancen sozialer Vernunft in technologiepolitischen Entscheidungsprozessen. Westdeutscher Verlag, Opladen 1986, ISBN 3-531-11782-3.
- Internationalisierung der Produktion und Regionalentwicklung. Elsaß und Lothringen als Beispiele. Campus Forschung, Frankfurt/Main 1979, ISBN 3-593-32391-5.
- Demokratisierung und Kalter Krieg. Zur amerikanischen Informations- und Rundfunkpolitik in Westdeutschland 1945–1949. Spiess, Berlin 1975, ISBN 3-920889-30-4. (zugleich Dissertation)

Ko-Autorenschaft (Auswahl)
- mit Matthias Donath: Kommunikationsökologie: Systematische und historische Aspekte. Lit Verlag, Münster 1998, ISBN 3-8258-3584-7.
- mit Barbara Böttger: Das Private und die Technik. Frauen zu den neuen Informations- und Kommunikationstechniken. Westdeutscher Verlag, Mensch und Technik. Materialien und Berichte Bd. 13, Opladen 1990, 309 S.
- mit Peter Berger, Herbert Kubicek, Michael Kühn, Gerd Voogd: Optionen der Telekommunikation. Materialien für einen technologiepolitischen Bürgerdialog. 3 Bände, hrsg. v. Ministerium für Arbeit, Gesundheit und Soziales des Landes Nordrhein-Westfalen. Programm Mensch und Technik. Sozialverträgliche Technikgestaltung, Düsseldorf 1988, ca. 1100 S. (Loseblattsammlung)
- mit W. Brög, G.-F. Häberle, U. Schellhaas: Anzahl und Situation zu Hause lebender Pflegebedürftiger. Schriftenreihe des Bundesministers für Jugend, Familie und Gesundheit, Band 80, Kohlhammer, Stuttgart 1980, 268

Herausgeberschaften (Auswahl)
- Sich dem Leben öffnen. Festschrift für Kristina Brode, Pioniere und Pionierinnen der Psychosynthese: Bd. 1, hrsg. im Auftrag der Deutschen Psychosynthese Gesellschaft, DPG, Köln 2010, ISBN 978-3-00-030942-7.
- Macht und Moral. Acht Porträts. LIT, Münster 2003, ISBN 3-8258-6725-0.
- Einsamkeit in der Mediengesellschaft. LIT, Münster 1996, ISBN 3-8258-3053-5.
- Alltagswelten. Erfahrungen – Sichtwechsel – Reflexionen. LIT, Münster 1996, ISBN 3-8258-3055-1.
- mit Claus Eurich: Schriftenreihe Kommunikationsökologie. Auf dem Weg zu neuen Kommunikationskulturen. LIT, Münster 1996
- mit Christine Bauhardt: Nahe Ferne – fremde Nähe. sigma, Berlin 1994, ISBN 3-89404-356-3.
- Jahrbuch Ökologie. Mitherausgeberschaft zusammen mit Udo E. Simonis, Günther Altner, E.U. v. Weizsäcker, Beck Verlag, München 1992–2002